# Nguel Kouri
Nguel Kouri (auch: Ngel Kouri, N’Guelkouri, N’Guer Kouri) ist ein Dorf in der Stadtgemeinde Gouré in Niger.

## Geographie
Das von einem traditionellen Ortsvorsteher (chef traditionnel) geleitete Dorf befindet sich rund 23 Kilometer südöstlich des Stadtzentrums von Gouré, dem Hauptort des gleichnamigen Departements Gouré in der Region Zinder. Zu weiteren Siedlungen in der Umgebung von Nguel Kouri zählen Sananawa im Norden, Karamba im Nordosten und Soubdou im Südosten.
Nguel Kouri liegt in der Zone der fruchtbaren Mulden von Maïné-Soroa. Es herrscht das Klima der Sahelzone vor, mit einer durchschnittlichen jährlichen Niederschlagsmenge zwischen 300 und 400 mm.

## Bevölkerung
Bei der Volkszählung 2012 hatte Nguel Kouri 237 Einwohner, die in 74 Haushalten lebten. Bei der Volkszählung 2001 betrug die Einwohnerzahl 266 in 53 Haushalten.

## Wirtschaft und Infrastruktur
Im Dorf wird ein Wochenmarkt abgehalten. Der Markttag ist Freitag.